# 塔罗哈德塞加拉
塔罗哈德塞加拉，是加泰罗尼亚莱里达省的一个市镇。 总面积8平方公里，总人口171人（2001年），人口密度21人/平方公里。